# BMC Switzerland
BMC Switzerland (forkortelse af ”Bicycle Manufacturing Company”) er en schweizisk producent af cykler og cykeldele. Firmaet blev grundlagt i 1986, og har hovedkvarter i Grenchen.